# Tagulis
Genre
Tagulis est un genre d'araignées aranéomorphes de la famille des Thomisidae.

## Distribution
Les espèces de ce genre se rencontrent en Sierra Leone et au Sri Lanka.

## Liste des espèces
Selon World Spider Catalog (version 18.0, 26/02/2017) :
- Tagulis granulosus Simon, 1895
- Tagulis mystacinus Simon, 1895

## Publication originale
- Simon, 1895 : Histoire naturelle des araignées. Paris, vol. 1, p. 761-1084 (texte intégral).